# Phare de Sunken Rock

Le phare de Sunken Rock (en anglais : Sunken Rock Light), est un phare actif situé sur Bush Island un îlot du fleuve Saint-Laurent, dans le Comté de Jefferson (État de New York).

## Histoire
Il a été converti à l'énergie solaire en 1988 et sa lentille de Fresnel de 6e ordre a été maintenue. Il est entretenu par la Société de développement de la voie maritime du Saint-Laurent  conformément à un accord avec la US Coast Guard pour marquer la dangerosité des récifs.

## Description
Le phare  est une tour circulaire en fonte avec une galerie et une lanterne de 9 m de haut. La tour est peinte en blanc et la lanterne est verte. Il émet, à une hauteur focale de 9 m, un éclat vert par période de 4 secondes. Sa portée n'est pas connue.
Identifiant : ARLHS : USA-828 ; USCG : 7-1340 - Admiralty : H2786 .
|             |
| Sunken Rock |

### Lien connexe
- Liste des phares de l'État de New York